# Jože Poklukar
Jože Poklukar, slovenski biatlonec, * 30. januar 1973, Jesenice.
Poklukar je za Slovenijo nastopil na Zimskih olimpijskih igrah 1994 v Lillehammerju ter na Zimskih olimpijskih igrah 1998 v Naganu.
V Lillehammerju je  tekmoval v šprintu na 10 km, kjer je zasedel 59. mesto. V Naganu je spet tekmoval v isti disciplini in osvojil 16. mesto. Poleg tega je bil takrat tudi član slovenske štafete 4 x 7,5 km, ki je osvojila 12. mesto.
Jožetov brat dvojček je slovenski biatlonec Matjaž Poklukar